# Joaquín Blázquez
Joaquín Blázquez (ur. 28 stycznia 2001 w Luque) – argentyński piłkarz pochodzenia włoskiego występujący na pozycji bramkarza, od 2025 roku zawodnik Independiente.